# John Michael Montgomery
John Michael Montgomery (Danville, 20 gennaio 1965) è un cantautore e musicista statunitense, esponente della musica country.

## Carriera
Inizia a cantare con il fratello Eddie, con il quale costituisce un duo chiamato Montgomery Gentry. Nel 1992 intraprende la carriera di solista. Ha prodotto circa 30 brani che sono entrati nella classifica Billboard dedicata alla musica country. Tra queste le più importanti sono I Love the Way You Love Me, Be My Baby Tonighy, If You've Got Love, I Can Love You Like That e The Little Girl. Nel corso della sua carriera ha realizzato undici album in studio, incluso uno natalizio. I primi sette dischi sono stati pubblicati per la Atlantic Records. Il suo secondo album Kickin' It Up ha raggiunto la vetta della Billboard 200. Inoltre i primi tre sono stati certificati multiplatino dalla RIAA e il quarto disco di platino.

## Discografia
Album studio
- 1992 - Life's a Dance
- 1994 - Kickin' It Up
- 1995 - John Michael Montgomery
- 1996 - What I Do the Best
- 1998 - Leave a Mark
- 1999 - Home to You
- 2000 - Brand New Me
- 2002 - Pictures
- 2004 - Letters from Home
- 2008 - Time Files

Raccolte
- 1997 - Greatest Hits
- 2002 - Love Songs
- 2003 - The Very Best of John Michael Montgomery

Album natalizi
- 2003 - Mr. Snowman